# Sultan Asetuly
Sultan Asetuly (in kazako Сұлтан Асетұлы?; 2001) è un lottatore kazako, specializzato nella lotta greco-romana. Campione continentale ai campionati asiatici di Almaty 2021 nel torneo dei 63 chilogrammi.

## Palmarès
| Anno | Manifestazione      | Sede   | Evento | Risultato | Note |
| ---- | ------------------- | ------ | ------ | --------- | ---- |
| 2021 | Campionati asiatici | Almaty | 63 kg  | Oro       |      |
| 2021 | Mondiali            | Oslo   | 63 kg  | 12º       |      |

## Altre competizioni internazionali
2021
- Argento nei 63 kg nel Torneo Matteo Pellicone ( Roma)